# Buchenroedera spicata
Buchenroedera spicata är en ärtväxtart som beskrevs av William Henry Harvey. Buchenroedera spicata ingår i släktet Buchenroedera och familjen ärtväxter. Inga underarter finns listade i Catalogue of Life.